# Bahnhof Hähnlein-Alsbach
Der Bahnhof Hähnlein-Alsbach, bis 1934: Hähnlein, ist heute die einzige Bahnstation der Gemeinde Alsbach-Hähnlein im südhessischen Landkreis Darmstadt-Dieburg. Gemäß der Eisenbahn-Bau- und Betriebsordnung handelt es sich jedoch nicht um einen Bahnhof, sondern um einen Haltepunkt. Bis 1961 verfügte Alsbach über einen weiteren Haltepunkt an der heute stillgelegten Bahnstrecke Bickenbach–Seeheim.

## Geschichte
1846 eröffnete die Main-Neckar-Eisenbahn-Gesellschaft die Bahnstrecke Frankfurt am Main–Heidelberg, welche auch an der damals selbstständigen Gemeinde Alsbach vorbeiführte. Da anfangs nur wenige Stationen geplant waren, wurde auf eine solche bei Alsbach verzichtet. Schließlich dauerte es noch bis zum 1. Februar 1907, bis westlich von Alsbach der Haltepunkt Hähnlein eröffnet wurde.
1934 wurde die Station schließlich in Hähnlein-Alsbach umbenannt, noch bevor im Rahmen der Gebietsreform in Hessen am 1. Januar 1978 die beiden bis dahin selbständigen Gemeinden Alsbach und Hähnlein zur neuen Gemeinde Alsbach-Hähnlein zusammengeschlossen wurden.
1949 wurde auf einer Sanddüne rund um den Haltepunkt Hähnlein-Alsbach und westlich des Ortes Alsbach die Siedlung Sandwiese gegründet.

## Gleis- und Bahnsteiganlagen
Hähnlein-Alsbach verfügt über zwei Bahnsteiggleise mit jeweils einem Außenbahnsteig an der zweigleisigen Strecke. Die Bahnsteige sind nicht barrierefrei und nur über die unmittelbar über die Station führende Brücke der L 3112 aus erreichbar. Für die seit dem Fahrplanwechsel im Dezember 2017 auf der Strecke verkehrenden Twindexx-Triebwagen wurden die niedrigen Bahnsteige provisorisch mit Erhöhungen aus Holzplanken versehen. Im Februar 2024 wurde im Zuge einer Modernisierung der provisorische Zustand der Bahnsteige durch einen baulich angehobenen Bahnsteig ersetzt, wobei lediglich die Oberfläche neu gepflastert wurde.
Gleis 1 dient dem Regionalverkehr in Richtung Mannheim/Heidelberg sowie als Durchgangsgleis für den Fern- und Güterverkehr Richtung Süden. Gleis 2 dient dem Regionalverkehr in Richtung Darmstadt/Frankfurt sowie als Durchgangsgleis für den Fern- und Güterverkehr Richtung Norden.

## Verkehr

### Bahnverkehr
Hähnlein-Alsbach wird von den Regionalbahn-Linien RB 67 und RB 68 im Stundentakt bedient, welche zwischen Frankfurt und Neu-Edingen/Friedrichsfeld vereint verkehren. Es bestehen Direktverbindungen nach Darmstadt, Frankfurt, Weinheim, Heidelberg und Schwetzingen sowie in den werktäglichen Hauptverkehrszeiten nach Wiesloch-Walldorf und Hockenheim.
Der Haltepunkt befindet sich im Tarifgebiet des Rhein-Main-Verkehrsverbundes (RMV). In südliche Richtung befindet sich die Tarifgrenze zum Verkehrsverbund Rhein-Neckar (VRN).
| Linie | Verlauf | Takt   |
| ----- | --- | ------ |
| RB 67 | Main-Neckar-Bahn: Frankfurt (Main) Hbf – Langen (Hess) – Darmstadt Hbf – Darmstadt Süd – Darmstadt-Eberstadt – Bickenbach (Bergstr) – Hähnlein-Alsbach – Zwingenberg (Bergstr) – Bensheim-Auerbach – Bensheim – Heppenheim (Bergstr) – Laudenbach (Bergstr) – Hemsbach – Weinheim (Bergstr) Hbf – Weinheim-Lützelsachsen – Heddesheim/Hirschberg – Ladenburg – Neu-Edingen/Friedrichsfeld – (Mannheim-Seckenheim – Mannheim ARENA/Maimarkt – Mannheim Hbf) (einzelne Züge in Tagesrandlage) / Schwetzingen (– Hockenheim) (HVZ) Flügelung in Neu-Edingen/Friedrichsfeld. Zugteil nach Heidelberg als RB 68. Stand: Fahrplanwechsel Dezember 2021                     | 60 min |
| RB 68 | Main-Neckar-Bahn: Frankfurt (Main) Hbf – Langen (Hess) – Darmstadt Hbf – Darmstadt Süd – Darmstadt-Eberstadt – Bickenbach (Bergstr) – Hähnlein-Alsbach – Zwingenberg (Bergstr) – Bensheim-Auerbach – Bensheim – Heppenheim (Bergstr) – Laudenbach (Bergstr) – Hemsbach – Weinheim (Bergstr) Hbf – Weinheim-Lützelsachsen – Heddesheim/Hirschberg – Ladenburg – Neu-Edingen/Friedrichsfeld – Heidelberg-Pfaffengrund/Wieblingen – Heidelberg Hbf (– Heidelberg-Kirchheim/Rohrbach – St Ilgen-Sandhausen – Wiesloch-Walldorf) (wochentags) Flügelung in Neu-Edingen/Friedrichsfeld. Zugteil nach Schwetzingen/Mannheim als RB 67. Stand: Fahrplanwechsel Dezember 2021 | 60 min |

### Busverkehr

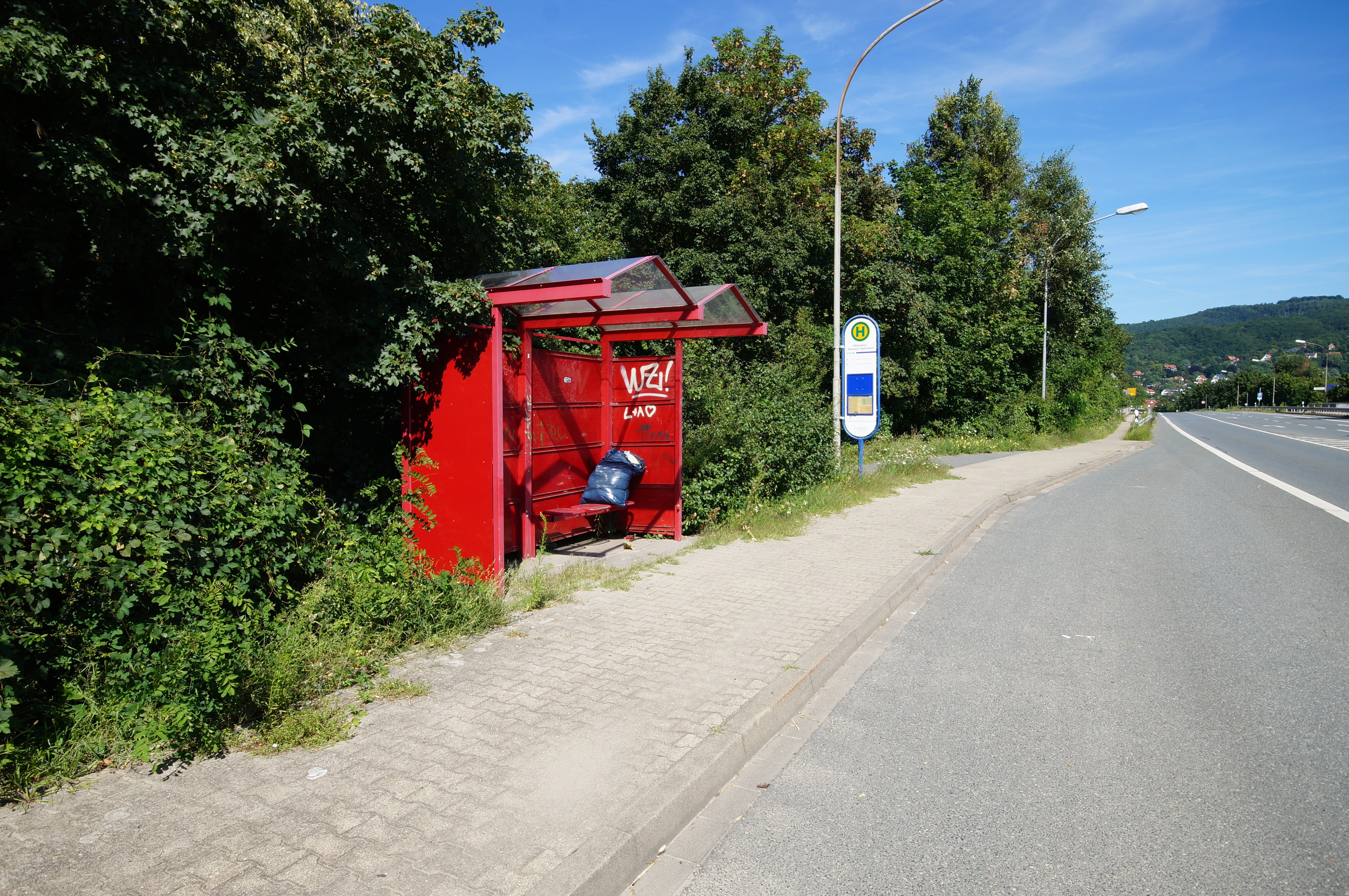
Die Bushaltestelle Hähnlein-Alsbach Bahnhof, an der Busse der Linien BE2 und 8N halten

An der westlich der über den Haltepunkt führenden Brücke der L 3112 befindlichen Bushaltestelle Hähnlein-Alsbach Bahnhof halten Busse der Linien BE2 und 8N.
| Linie | Verlauf |
| ----- | --- |
| BE2   | Bickenbach Bahnhof – Alsbach – Hähnlein-Alsbach Bahnhof – Hähnlein Neue Schule                                             |
| 8N    | Jugenheim – Bickenbach – Alsbach – Hähnlein-Alsbach Bahnhof – Hähnlein (nur im Spätverkehr, Ersatz für Straßenbahnlinie 8) |